# Armuña de Tajuña
Armuña de Tajuña és un municipi de la província de Guadalajara, a la comunitat autònoma de Castella-La Manxa.

## Demografia
| 1991 |  | 1996 |  | 2001 |  | 2004 |  | 2008 |
| ---- |  | ---- |  | ---- |  | ---- |  | ---- |
| 98   |  | 116  |  | 111  |  | 122  |  | 211  |

## Alcaldes des de 1979
| Període      | Nom de l'alcalde/-essa      | Partit polític | Data de possessió |
| ------------ | --------------------------- | -------------- | ----------------- |
| 1979 - 1983  | Alejandro Torralbo Castillo | UCD            | 19/04/1979        |
| 1983 - 1987  | Federico Sánchez Gómez      | Independiente  | 28/05/1983        |
| 1987 - 1991  | Miguel Pérez Gayoso         | PSOE           | 30/06/1987        |
| 1991 - 1995  | José Sánchez Polo           | PSOE           | 15/06/1991        |
| 1995 - 1999  | José Sánchez Polo           | PSOE           | 17/06/1995        |
| 1999 - 2003  | Jesús Sánchez Gómez         | PSOE           | 03/07/1999        |
| 2003 - 2007  | Jesús Sánchez Gómez         | PSOE           | 14/06/2003        |
| 2007 - 2011  | Fidel Gayoso Sánchez        | Independiente  | 16/06/2007        |
| 2011 - 2015  | n/d                         | n/d            | 11/06/2011        |
| 2015 - 2019  | n/d                         | n/d            | 13/06/2015        |
| 2019 - 2023  | n/d                         | n/d            | 15/06/2019        |
| Des del 2023 | n/d                         | n/d            | 17/06/2023        |